# Lagidium viscacia lockwoodi
La vizcacha de la sierra  o chinchillón (Lagidium viscacia lockwoodi) es una de las subespecies en que se subdivide la especie Lagidium viscacia, un roedor de la familia de las chinchillas. Se distribuye en el oeste del Cono Sur de Sudamérica.

## Taxonomía
Esta subespecie fue descrita originalmente en el año 1919 por el mastozoólogo británico Michael Rogers Oldfield Thomas, bajo la combinación científica de Lagidium lockwoodi.
En 1940, J. R. Ellerman la combinó como Lagidium viscaccia lockwoodi, un nombre ortográficamente incorrecto.
Holotipo
El holotipo es el catalogado como: B.M. número 19.2.7.57. Se trata de una hembra adulta, la cual fue colectada por Emilio Budín el 24 de agosto de 1918. Fue depositada en el Museo Británico y luego transferida al Museo de Historia Natural, de Londres. 
Localidad tipo
La localidad tipo referida es: “Otro Cerro, estancia en el extremo sur de la sierra de Ambato, próximo a Chumbicha, centro-este de la provincia de Catamarca, Argentina”.
Etimología
Etimológicamente, el término subespecífico lockwoodi es un epónimo que refiere al apellido de la persona a quien fue dedicada, el señor Charles Lockwoodi, en agradecimiento a la asistencia y financiación de la expedición del colector Budín.

## Distribución
Esta subespecie se distribuye de manera endémica en el noroeste de la Argentina; habita en la provincia de Catamarca (en el este). Entre las localidades donde fue capturada se encuentran: Otro Cerro, Loma Morada, El Pucará, Minas Capillitas (a 3200 m s. n. m. en el departamento Andalgalá), etc.
El zoólogo José Yepes extendió su distribución más hacia el sur, alcanzando la zona central de La Rioja, en la sierra de Velasco con colectas en las localidades de Puesto Viejo, Melchor, San Jerónimo y las Huertas.

## Características
Este taxón es similar a Lagidium viscacia famatinae aunque es más pequeño. 
La longitud de la cabeza más el cuerpo es de 400 mm; la de la cola es de 350 mm; la del pie 95 mm y la de la oreja 74 mm.
La cabeza es corta y redondeada, posee grandes ojos oscuros y orejas siempre erectas, largas, protegidas por pelos. A ambos lados del hocico exhibe muy largas vibrisas, rígidas, oscuras, las que apuntan hacia abajo y hacia atrás. Tanto sus molariformes como sus incisivos crecen en forma continua.
Posee un pelaje suave, denso y lanoso, el cual exhibe un patrón cromático dorsal (incluida la cabeza) más impregnado de color amarillento que L. v. famatinae, menos gris y con tonalidad marrón.
De Lagidium viscacia tucumana se separa por tener el pelaje dorsal más oscuro, especialmente en la región cefálica. 
Contrasta con el color dorsal una línea vertebral longitudinal de color más oscuro, que va desde la nuca hasta el cóccix. Ventralmente es lavado de anteado ocráceo; más amarillento que L. v. famatinae; no hay manchas blancas axilares presentes.
Todas sus extremidades tienen 4 dedos; los pies son gris canosos; las almohadillas plantares son las únicas zonas desnudas de pelaje de todo su cuerpo. Las anteriores son más cortas, y sus débiles uñas no le sirven para cavar. Las posteriores son mayores y cuentan con fuerte musculatura y largos pies, que le permite escapar de sus predadores saltando entre las rocas.
La cola es alargada y está cubierta por pelos largos, los que en su parte dorsal muestran mayor longitud y rigidez, concluyendo en su extremo en un mechón con forma de pincel de color negro. Los pelos de la parte inferior son negros; los de la superior están mezclados negros con anteado blanquecino.
Normalmente, la cola se encuentra doblada hacia arriba; solamente la libera de esa posición cuando se desplaza entre las rocas, en razón de que cumple una función de balance para mantener la estabilidad durante sus grandes saltos.

## Historia natural
Muchos de los aspectos de su historia de vida se conocen poco o aún son especulativos, por lo que mayores estudios científicos se necesitan. 
Hábitat
Esta subespecie vive en altitudes comprendidas sobre los 2500 m s. n. m.. Sus hábitats característicos siempre poseen abundantes rocas y vegetación no arbórea, rala, incluso desértica; especialmente prefieren acantilados, bardas aisladas, roquedales de cañadones y fuertes pendientes y enclaves rocosos que emergen de altiplanicies, siempre en ambientes agrestes. 
Hábitos
Posee hábitos diurnos, con mayor actividad en las primeras y últimas horas del día. Es de costumbres gregarias, viviendo en grupos familiares o colonias. Cada individuo o pareja defiende un pequeño territorio, el cual se centra en la grieta entre las rocas que utilizan como guarida y una superficie de su derredor, la que incluye un área con tierra suelta que es empleada como revolcadero para empolvar su pelaje con el objetivo de que este conserve sus cualidades aislantes. También suele contar con una plataforma rocosa o balcón de descanso, donde toma baños de sol y sobre el cual la pareja realiza entre sí sesiones de espulgamiento y acicalamiento. Para mantenerse comunicados o alertar la presencia de posibles predadores, emiten una serie de sonidos de contacto y alarma.
Dieta y depredadores
Se alimenta solamente de vegetales, en especial de gramíneas. Durante el invierno no hibernan; frente a temporadas de frío riguroso pueden descender altitudinalmente buscando mejores condiciones de vida.
Entre sus posibles predadores se encontrarían el puma (Puma concolor), el zorro colorado andino (Lycalopex culpaeus andinus) y grandes aves rapaces de hábitos diurnos, en especial el águila mora (Geranoaetus melanoleucus).
Reproducción
Se conoce muy poco de sus hábitos de cría. La temporada reproductiva abarcaría desde la primavera hasta el fin del verano. La hembra podría ser poliéstrica, pudiendo parir 2 o 3 veces cada año, si las condiciones le son propicias. Luego de un periodo de gestación de entre 120 y 140 días, dentro de su refugio entre las rocas da a luz a una única cría (raramente 2), la que ya nace con buen desarrollo, los ojos abiertos y la capacidad de complementar con vegetales la lactancia materna, la cual dura unos 60 días. Al llegar su peso a 1 kg, alcanza su madurez sexual, esto ocurre entre los 7 y los 12 meses de vida.
Conservación
Su captura por los humanos fue mayor en el pasado. Es cazada solo localmente, para aprovechar su carne y, en menor medida, su piel, de escasa calidad y valor comercial. Al poseer un hábitat poco utilizable desde el punto de vista agropecuario, no ha sido alterado, por lo cual el estado de conservación de sus poblaciones no presentaría problemas. 